# El amor victorioso
El amor victorioso es una obra de Caravaggio, pintada en 1602 para Vincenzo Giustiniani, miembro del círculo social del cardenal Del Monte. En un diario que data del siglo XVII, el modelo es llamado «Cecco», en italiano, diminutivo de Francesco. Posiblemente se trató de Francesco Boneri, artista italiano activo entre 1610 y 1625, y conocido popularmente como Cecco del Caravaggio. Gianni Papi establece ciertas conexiones entre Bonieri y Caravaggio, de tipo siervo - amo, que comienzan a partir de 1600. La pintura, ha sido objeto de interpretaciones sumamente contradictorias. La obra muestra a un Cupido con unas alas grandes color café, cargando un arco, y unas flechas, mientras pisotea los símbolos de las artes, las ciencias y el gobierno. 
El modelo está desnudo, siendo uno de los pocos desnudos masculinos integrales del pintor, y es difícil aceptar que se trate de uno de sus siervos. El punto culminante que relaciona esta pintura con las religiosas es la intensa ambigüedad con la que el pintor maneja los modelos de diferentes posturas, ya sea sacra o profana.
El modelo porta dos alas prestadas por el también pintor Orazio Gentileschi quien, se sabe por un carta, se las reclamó posteriormente.